# Аптос-Гіллс-Ларкін-Веллі (Каліфорнія)
Аптос-Гіллс-Ларкін-Веллі (англ. Aptos Hills-Larkin Valley) — переписна місцевість (CDP) в США, в окрузі Санта-Крус штату Каліфорнія. Населення — 2383 особи (2020).

## Географія
Аптос-Гіллс-Ларкін-Веллі розташований за координатами 36°57′16″ пн. ш. 121°49′17″ зх. д. / 36.95444° пн. ш. 121.82139° зх. д. (36.954530, -121.821366).  За даними Бюро перепису населення США в 2010 році переписна місцевість мала площу 24,03 км², з яких 23,94 км² — суходіл та 0,09 км² — водойми.

## Демографія
Згідно з переписом 2010 року, у переписній місцевості мешкала 2381 особа в 872 домогосподарствах у складі 612 родин. Густота населення становила 99 осіб/км².  Було 921 помешкання (38/км²).
Расовий склад населення:
| - 81,3 % — білих - 2,3 % — азіатів - 0,5 % — чорних або афроамериканців - 0,2 % — корінних американців - 12,4 % — осіб інших рас |

До двох чи більше рас належало 3,2 %. Частка іспаномовних становила 22,7 % від усіх жителів.
За віковим діапазоном населення розподілялося таким чином: 19,1 % — особи молодші 18 років, 67,0 % — особи у віці 18—64 років, 13,9 % — особи у віці 65 років та старші. Медіана віку мешканця становила 46,9 року. На 100 осіб жіночої статі у переписній місцевості припадало 103,3 чоловіків;  на 100 жінок у віці від 18 років та старших — 106,3 чоловіків також старших 18 років.
Середній дохід на одне домашнє господарство  становив 106 916 доларів США (медіана — 82 500), а середній дохід на одну сім'ю — 122 286 доларів (медіана — 104 224). За межею бідності перебувало 10,9 % осіб, у тому числі 0,0 % дітей у віці до 18 років та 7,1 % осіб у віці 65 років та старших.
Цивільне працевлаштоване населення становило 1112 особи. Основні галузі зайнятості: освіта, охорона здоров'я та соціальна допомога — 16,6 %, науковці, спеціалісти, менеджери — 15,6 %, виробництво — 14,8 %, роздрібна торгівля — 14,6 %.